# ژان-مارک گیار
ژان-مارک گیار (فرانسوی: Jean-Marc Gaillard‎؛ زادهٔ ۷ اکتبر ۱۹۸۰) اسکی‌باز صحرانوردی اهل فرانسه است.